# 1000-km-Rennen von Spa-Francorchamps 1974

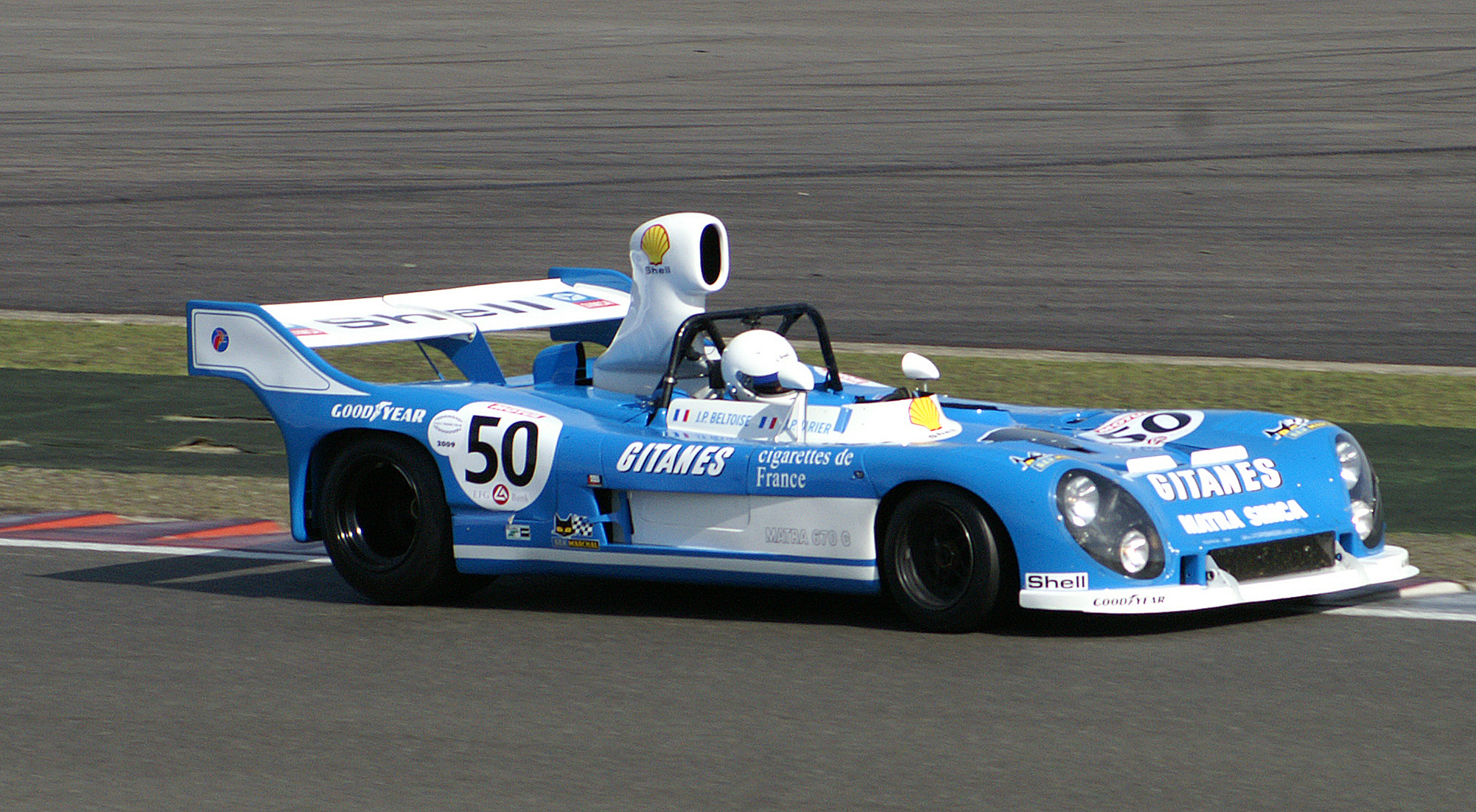
Matra-Simca MS670C

Das neunte 1000-km-Rennen von Spa-Francorchamps, auch Grand Prix de Spa, Circuit National de Francorchamps, fand am 5. Mai 1974 auf dem Circuit de Spa-Francorchamps statt und war der zweite Wertungslauf der Sportwagen-Weltmeisterschaft dieses Jahres.

## Das Rennen
Jacky Ickx hatte bis 1974 bereits zweimal das 1000-km-Rennen von Spa-Francorchamps gewonnen und galt als einer der Spezialisten der Spa-Rennbahn. 1967 gewann er das Rennen gemeinsam mit Dick Thompson im Mirage M1 und 1968 als Partner von Brian Redman im Ford GT40 Mk.I. Ickx hatte Ende 1973 seinen Ferrari-Vertrag verloren und wechselte 1974 in der Formel 1 zu Lotus. In der Sportwagen-Weltmeisterschaft 1974 war er beim Saisoneröffnungsrennen in Monza für Autodelta angetreten und mit seinem Teamkollegen Rolf Stommelen im Alfa Romeo T33/TT/12 Gesamtzweiter geworden. In Spa ersetzte er bei Matra Sports kurzfristig den erkrankten Jean-Pierre Beltoise und feierte seinen ersten Saisonsieg. Das Cockpit des Matra-Simca MS670C teilte er sich mit dem jungen Franzosen Jean-Pierre Jarier.

## Ergebnisse

### Schlussklassement
| 1                  | S 3.0 | 4   | Equipe Gitanes           | Jacky Ickx Jean-Pierre Jarier                    | Matra-Simca MS670C        | 71 |
| 2                  | S 3.0 | 5   | Gulf Racing              | Derek Bell Mike Hailwood                         | Gulf Mirage GR7           | 71 |
| 3                  | S 3.0 | 14  | Martini Racing           | Gijs van Lennep Herbert Müller                   | Porsche Carrera RSR Turbo | 66 |
| 4                  | GT    | 53  | Gelo Racing              | John Fitzpatrick Jürgen Barth                    | Porsche Carrera RSR       | 62 |
| 5                  | GT    | 40  | Samson Kremer Team       | Clemens Schickentanz Willi Kauhsen               | Porsche Carrera RSR       | 62 |
| 6                  | GT    | 41  | Samson Kremer Team       | Hans Heyer Paul Keller                           | Porsche Carrera RSR       | 62 |
| 7                  | GT    | 44  | Porsche Club Romand      | Claude Haldi Claude Ballot-Léna                  | Porsche Carrera RSR       | 61 |
| 8                  | T     | 50  | Jolly Club               | Martino Finotto Manfred Mohr                     | BMW 3.0 CSL 3.5           | 61 |
| 9                  | GT    | 45  | Porsche Club Romand      | Bernard Chenevière Peter Zbinden                 | Porsche Carrera RSR       | 60 |
| 10                 | T     | 51  | Jean Xhenceval           | Jean Xhenceval Alain Peltier                     | BMW 3.0 CSL 3.5           | 59 |
| 11                 | GT    | 54  | Gelo Racing              | Jürgen Barth Franz Pesch Jürgen Neuhaus          | Porsche Carrera RSR       | 58 |
| 12                 | T     | 52  | Jean-Claude Aubriet      | Jean-Claude Aubriet Jean-Claude Depince          | BMW 3.0 CSL               | 57 |
| 13                 | S 2.0 | 32  | Target Racing            | Martin Raymond Tony Goodwin                      | Lola T294                 | 56 |
| 14                 | GT    | 49  | Jean-Pierre Gaban        | Willy Braillard Bernard de St. Hubert            | Porsche Carrera RS        | 54 |
| Nicht klassiert    |       |     |                          |                                                  |                           |    |
| 15                 | S 2.0 | 22  | Forge Mill Racing        | Vern Schuppan John Lepp                          | Chevron B26               |    |
| Ausgefallen        |       |     |                          |                                                  |                           |    |
| 16                 | S 3.0 | 3   | Equipe Gitanes           | Henri Pescarolo Gérard Larrousse                 | Matra-Simca MS670C        | 6  |
| 17                 | S 3.0 | 8   | Automobiles Ligier       | Guy Chasseuil François Migault                   | Ligier JS2                |    |
| 18                 | S 3.0 | 9   | Jolly Club               | Giorgio Pianta Pino Pica                         | Lola T282                 |    |
| 19                 | S 3.0 | 12  | Escuderia Tibibado       | Francisco Torredemer Jorge Pla                   | Porsche 908/03            |    |
| 20                 | S 2.0 | 23  | Forge Mill Racing        | Peter Hanson Rafael Barrios                      | Chevron B26               |    |
| 21                 | S 2.0 | 25  | Christine Beckers        | Christine Beckers Yvette Fontaine                | Chevron B21               |    |
| 22                 | S 2.0 | 27  | James Bell               | Ian Harrower Nigel Clarkson                      | Chevron B19               |    |
| 23                 | S 2.0 | 28  | Robin Smith              | Jon Fletcher Robin Smith                         | Chevron B23               |    |
| 24                 | S 2.0 | 30  | Pete Smith               | David Welpton John Hine                          | Chevron B23               |    |
| 25                 | S 2.0 | 31  | Escuderia Montjuich      | Roger Heavens Hervé LeGuellec                    | Lola T294                 |    |
| 26                 | S 2.0 | 33  | Dorset Racing Associates | Brian Joscelyne Tony Birchenhough Claude Crespin | Lola T294                 |    |
| 27                 | S 2.0 | 34  | Scato                    | Michel Dupont Laurent Ferrier                    | Chevron B26               |    |
| 28                 | GT    | 46  | Eberhard Sindel          | Jean-Louis Haxhe Helmuth Koinigg                 | Porsche Carrera RS        |    |
| Nicht gestartet    |       |     |                          |                                                  |                           |    |
| 29                 | S 3.0 | 7   | Automobiles Ligier       | Bob Wollek Jean-Pierre Jaussaud Guy Ligier       | Ligier JS2                | 1  |
| 30                 | S 2.0 | 26  | KVG Racing               | John Hine Ian Grob                               | Chevron B23/26            | 2  |
| 31                 | S 3.0 | 5T  | Gulf Racing              | Derek Bell Mike Hailwood                         | Gulf Mirage GR7           | 3  |
| 32                 | S 3.0 | 14T | Martini Racing Team      | Herbert Müller Gijs van Lennep                   | Porsche Carrera RSR Turbo | 4  |
| Nicht qualifiziert |       |     |                          |                                                  |                           |    |
| 33                 | S 2.0 | 20  | Paulenco Racing          | Emilio Zapico Alan Stubbs                        | March 74S                 | 5  |

1 Unfall im Training
2 Unfall im Training
3 Trainingswagen
4 Trainingswagen
5 nicht qualifiziert

### Nur in der Meldeliste
Hier finden sich Teams, Fahrer und Fahrzeuge, die ursprünglich für das Rennen gemeldet waren, aber aus den unterschiedlichsten Gründen daran nicht teilnahmen.
| Pos. | Klasse | Nr. | Team                      | Fahrer                                    | Chassis              |
| ---- | ------ | --- | ------------------------- | ----------------------------------------- | -------------------- |
| 34   | S 3.0  |     | Autodelta SpA             | Arturo Merzario Rolf Stommelen            | Alfa Romeo T33/TT/12 |
| 35   | S 2.0  |     | Peter Long                | Peter Long                                | Chevron B21          |
| 36   | S 3.0  | 10  | Joest Racing              | Reinhold Joest Mario Casoni               | Porsche 908/03       |
| 37   | S 3.0  | 11  | Joest Racing              | Roland Heiler Jorge de Bagration          | Porsche 908/03       |
| 38   | S 2.0  | 21  | Paulenco Racing           | Roy Johnson John Sheldon                  | March 74S            |
| 39   | S 2.0  | 24  | John Cole                 | John Cole                                 | Chevron B21/23       |
| 40   | GT     | 42  | Josef Brambring           | Josef Brambring Willi Deutsch             | Porsche Carrera      |
| 41   | GT     | 43  | Anton Stocks              | Helmut Kelleners Anton Stocks             | Porsche Carrera      |
| 42   | GT     | 47  | Max Moritz                | Werner Christmann Eckhard Schimpf         | Porsche Carrera      |
| 43   | GT     | 48  | Kent International Racing | Roland de Jamblinne Baudouin van der Rest | Alpine A110          |

### Klassensieger
| Klasse | Fahrer           | Fahrer             | Fahrzeug            | Platzierung im Gesamtklassement |
| ------ | ---------------- | ------------------ | ------------------- | ------------------------------- |
| S 3.0  | Jacky Ickx       | Jean-Pierre Jarier | Matra-Simca MS670C  | Gesamtsieg                      |
| S 2.0  | Martin Raymond   | Tony Goodwin       | Lola T294           | Rang 13                         |
| GT     | John Fitzpatrick | Jürgen Barth       | Porsche Carrera RSR | Rang 4                          |
| T      | Martino Finotto  | Manfred Mohr       | BMW 3.0 CSL 3.5     | Rang 8                          |

### Renndaten
- Gemeldet: 43
- Gestartet: 28
- Gewertet: 14
- Rennklassen: 4
- Zuschauer: unbekannt
- Wetter am Renntag: immer wieder leichter Regen
- Streckenlänge: 14,120 km
- Fahrzeit des Siegerteams: 4:12:15,600 Stunden
- Gesamtrunden des Siegerteams: 71
- Gesamtdistanz des Siegerteams: 1002,520 km
- Siegerschnitt: 238,449 km/h
- Pole Position: Derek Bell – Gulf Mirage GR7 (#5) – 3:23,900 = 249,299 km/h
- Schnellste Rennrunde: Jacky Ickx – Matra-Simca MS670C (#7) – 3:19,700 = 254,542 km/h
- Rennserie: 2. Lauf zur Sportwagen-Weltmeisterschaft 1974